# Gran Premio de Quebec 2024
La 13.ª edición de la clásica ciclista Gran Premio de Quebec fue una carrera en Canadá que se celebró el 13 de septiembre de 2024 por los alrededores de la ciudad de Quebec, a los que se dieron 16 vueltas a un circuito de 12,6 km para completar un recorrido de 201,6 kilómetros.
La prueba formó parte del UCI WorldTour 2024, siendo la trigésimo segunda competición del calendario de máxima categoría mundial. El vencedor fue el australiano Michael Matthews del Jayco AlUla, quien estuvo acompañado en el podio por el eritreo Biniam Girmay del Intermarché-Wanty y el francés Rudy Molard del Groupama-FDJ, segundo y tercer clasificado respectivamente.

## Equipos participantes
Tomaron parte en la carrera 24 equipos: 18 de categoría UCI WorldTeam, 5 de categoría UCI ProTeam y la selección nacional de Canadá. Formaron así un pelotón de 168 ciclistas de los que acabaron 131. Los equipos participantes fueron:
| WorldTeams (18)- Alpecin-Deceuninck - Arkéa-B&B Hotels - Astana Qazaqstan Team - Bahrain Victorious - Red Bull-Bora-Hansgrohe - Cofidis - Decathlon-AG2R La Mondiale - EF Education-EasyPost - Groupama-FDJ - Ineos Grenadiers - Intermarché-Wanty - Lidl-Trek - Movistar Team - Team dsm-firmenich PostNL - Soudal Quick-Step - Team Jayco AlUla - Team Visma \| Lease a Bike - UAE Team Emirates ProTeams (5)- Lotto Dstny - Israel-Premier Tech - Uno-X Mobility - Tudor Pro Cycling Team - Team Novo Nordisk Equipo nacional- Canadá |
| |

## Clasificación final
La clasificación finalizó de la siguiente forma:
| \| Clasificación general \| Clasificación general \| Clasificación general \| Clasificación general \| Clasificación general \| \| Ciclista \| Ciclista \| Equipo \| Tiempo \| \| \| --------------------- \| --------------------- \| -------------------------- \| --------------------- \| --------------------- \| \| 1.º \| Michael Matthews \| Team Jayco AlUla \| 4 h 45 min 36 s \| \| \| 2.º \| Biniam Girmay \| Intermarché-Wanty \| + 0 s \| \| \| 3.º \| Rudy Molard \| Groupama-FDJ \| + 0 s \| \| \| 4.º \| Tiesj Benoot \| Team Visma \\| Lease a Bike \| + 0 s \| \| \| 5.º \| Per Strand Hagenes \| Team Visma \\| Lease a Bike \| + 0 s \| \| \| 6.º \| Bauke Mollema \| Lidl-Trek \| + 0 s \| \| \| 7.º \| Tadej Pogačar \| UAE Team Emirates \| + 0 s \| \| \| 8.º \| Neilson Powless \| EF Education-EasyPost \| + 0 s \| \| \| 9.º \| Pello Bilbao \| Bahrain Victorious \| + 0 s \| \| \| 10.º \| Edoardo Zambanini \| Bahrain Victorious \| + 0 s \| \| |                    |                            |                 |
| |                    |                            |                 |
| Fuente: ProCyclingStats |                    |                            |                 |
| Clasificación general |                    |                            |                 |
| Ciclista | Ciclista           | Equipo                     | Tiempo          |
| 1.º | Michael Matthews   | Team Jayco AlUla           | 4 h 45 min 36 s |
| 2.º | Biniam Girmay      | Intermarché-Wanty          | + 0 s           |
| 3.º | Rudy Molard        | Groupama-FDJ               | + 0 s           |
| 4.º | Tiesj Benoot       | Team Visma \| Lease a Bike | + 0 s           |
| 5.º | Per Strand Hagenes | Team Visma \| Lease a Bike | + 0 s           |
| 6.º | Bauke Mollema      | Lidl-Trek                  | + 0 s           |
| 7.º | Tadej Pogačar      | UAE Team Emirates          | + 0 s           |
| 8.º | Neilson Powless    | EF Education-EasyPost      | + 0 s           |
| 9.º | Pello Bilbao       | Bahrain Victorious         | + 0 s           |
| 10.º | Edoardo Zambanini  | Bahrain Victorious         | + 0 s           |

## Ciclistas participantes y posiciones finales
Convenciones:
- AB-N: Abandono en la etapa N
- FLT-N: Retiro por llegada fuera del límite de tiempo en la etapa N
- NTS-N: No tomó la salida para la etapa N
- DES-N: Descalificado o expulsado en la etapa N

## UCI World Ranking
El Gran Premio de Quebec otorgó puntos para el UCI World Ranking para corredores de los equipos en las categorías UCI WorldTeam, UCI ProTeam y Continental. Las siguientes tablas son el baremo de puntuación y los diez corredores que obtuvieron más puntos:
| Posición   | 1.º | 2.º | 3.º | 4.º | 5.º | 6.º | 7.º | 8.º | 9.º | 10.º | 11.º | 12.º | 13.º | 14.º | 15.º | 16.º-20.º | 21.º-30.º | 31.º-50.º | 51.º-55.º | 56.º-60.º |
| Puntuación | 500 | 400 | 325 | 275 | 225 | 175 | 150 | 125 | 100 | 85   | 70   | 60   | 50   | 40   | 35   | 30        | 20        | 10        | 5         | 3         |

| Clasificación |                    |                       |        |
| Ciclista      | Ciclista           | Equipo                | Puntos |
| ------------- | ------------------ | --------------------- | ------ |
| 1.º           | Michael Matthews   | Jayco AlUla           | 500    |
| 2.º           | Biniam Girmay      | Intermarché-Wanty     | 400    |
| 3.º           | Rudy Molard        | Groupama-FDJ          | 325    |
| 4.º           | Tiesj Benoot       | Visma \| Lease a Bike | 275    |
| 5.º           | Per Strand Hagenes | Visma \| Lease a Bike | 225    |
| 6.º           | Bauke Mollema      | Lidl-Trek             | 175    |
| 7.º           | Tadej Pogačar      | UAE Emirates          | 150    |
| 8.º           | Neilson Powless    | EF Education-EasyPost | 125    |
| 9.º           | Pello Bilbao       | Bahrain Victorious    | 100    |
| 10.º          | Edoardo Zambanini  | Bahrain Victorious    | 85     |